# Descompte (banca)
El descompte és una operació financera que es du a terme en institucions bancàries en les que aquestes adquireixen pagarés o lletres de canvi del valor nominal es descompta l'equivalent als interessos que generaria el paper entre la seva data d'emissió i la data de venciment.

## Descompte financer
Sota aquesta figura existeixen dos tipus de descomptes:
- El descompte legal o racional . En el descompte racional, el descompte es calcula aplicant el tipus d'interès i les lleis de l'interès simple, mentre que en el comercial , el descompte es calcula sobre el valor nominal del document.

{\displaystyle D={\frac {N\cdot i\cdot t}{1+i\cdot t}}}
Descompte dels Títols de Crèdit
És l'adquisició, per part del descomptador, d'un crèdit a càrrec d'un tercer, que és titular el descomptatari, mitjançant el pagament al comptat de l'import del crèdit, menys la taxa del descompte.
Es calculen utilitzant la fórmula:
{\displaystyle D=N\cdot d\cdot t}
on:
- D és igual al descompte efectuat
- N és el valor nominal del document
- i representa la taxa d'interès del descompte
- d representa la taxa de descompte aplicada
- t representa el temps.